# Isabelle-Kaiser-Brunnen

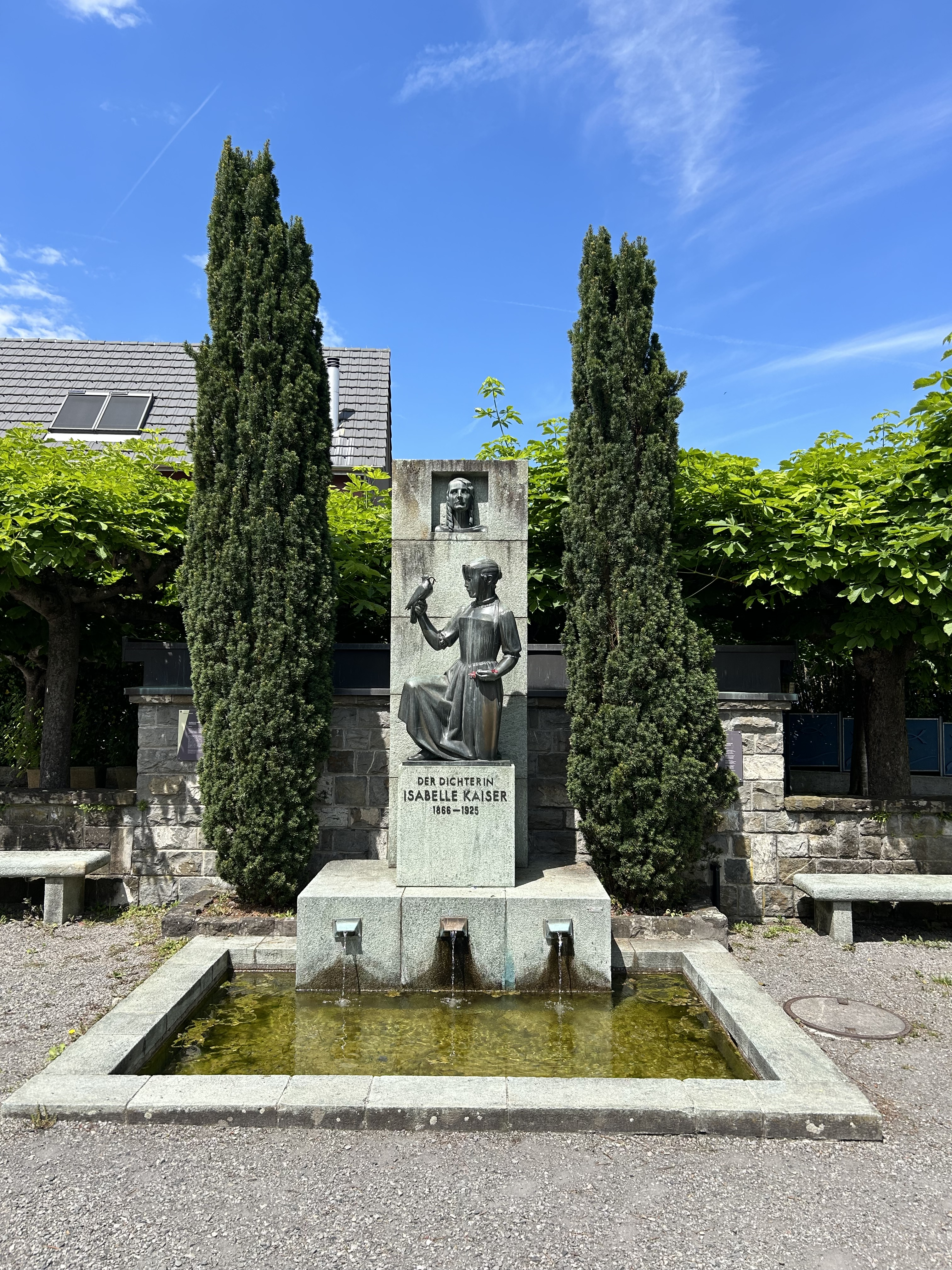
Der Isabelle-Kaiser-Brunnen (2024)

Der Isabelle-Kaiser-Brunnen ist ein Gedenkbrunnen in Beckenried im Schweizer Kanton Nidwalden, der 1935 zu Ehren der Schriftstellerin Isabelle Kaiser (1866–1925) errichtet wurde. Er ist ein Werk von Hans von Matt.

## Geschichte
Isabelle Kaiser gehörte zu den renommiertesten Schweizer Schriftstellern ihrer Generation. Durch ihre Zweisprachigkeit war sie auch in der Romandie sehr erfolgreich. Ihre letzten Lebensjahre verbrachte sie einsiedlerisch im von ihr selbst erbauten Haus «Eremitage» in ihrem Geburtsort Beckenried, wo sie am 17. Februar 1925 starb.
Im Juni 1926 konstituierte sich in Beckenried ein Initiativkomitee zur Errichtung eines Denkmals für Kaiser, das sich sogleich schweizweit mit der Bitte um Spenden an die Öffentlichkeit wandte. Präsident war der Nidwaldner Regierungsrat Franz Murer. Am 13. August 1932 gab das Komitee bekannt, den Auftrag an den lokalen Bildhauer Hans von Matt übertragen zu haben, der einen mit einer Mädchenplastik geschmückten Brunnen plante. Die Kosten waren auf 6000 bis 7000 Schweizer Franken veranschlagt, zu denen noch rund 2000 Franken fehlten, die durch weitere öffentliche Spenden eingebracht werden sollten. Die Zeitschrift Le Mouvement Féministe berichtete am 3. Dezember 1932 auf der Titelseite vom Projekt und zeigte eine Reproduktion des Entwurfs. Sie rief «alle Verehrerinnen» (toutes les admiratrices) der Dichterin zu Spenden auf.
Zu Kaisers zehntem Todestag am 17. Februar 1935 terminierte das Komitee die Einweihung des Denkmals auf Frühling. Der Chefredaktor der Neuen Zürcher Nachrichten Hermann Odermatt hielt am 27. Februar einen vielbeachteten Radiovortrag über Kaiser, in dem er auf das Denkmal verwies. Auch in einem Anfang März publizierten Aufsatz rief Odermatt die Leserschaft zu letzten Spenden auf.
Die Einweihung des Brunnens fand am Sonntag, 14. Juli 1935 statt. Um 8:30 Uhr hielt Pfarrer Felix Marbach einen Gedächtnisgottesdienst in der Pfarrkirche. Ab 11 Uhr trafen die Delegationen und Ehrengäste ein. Um 13:30 Uhr setzte sich ein Festzug unter dem Motto «Isabelle Kaiser – Ihr Leben und Wirken» bei der «Eremitage» in Bewegung. Die Vereine und Gesellschaften Beckenrieds zeigten darin Allegorien zu den fünf Abteilungen «Land der Ahnen», «Ihr Jugendparadies», «Ihre Werke», «Mein Dorf» und «Ihre Verherrlichung». Die Enthüllungsfeier begann um 14 Uhr. Sie wurde von der Feldmusik Beckenried (u. a. mit dem Schweizerpsalm) und dem Cäcilienverein Beckenried (die Kaisers von Marthe Pécaut vertontes Gedicht Abschied sang) musikalisch untermalt. Franz Murer hielt eine erste Ansprache und übergab das Denkmal der Gemeinde. Gemeindepräsident Emil Murer nahm es dankend in Empfang. Pater Alban Stöckli hatte ein Festgedicht verfasst, das von einem Mädchen vorgetragen wurde. Hermann Odermatt hielt eine ausführliche Gedenkrede. Im Anschluss begab sich die Festgemeinde ins Hotel «Mond».

## Beschreibung

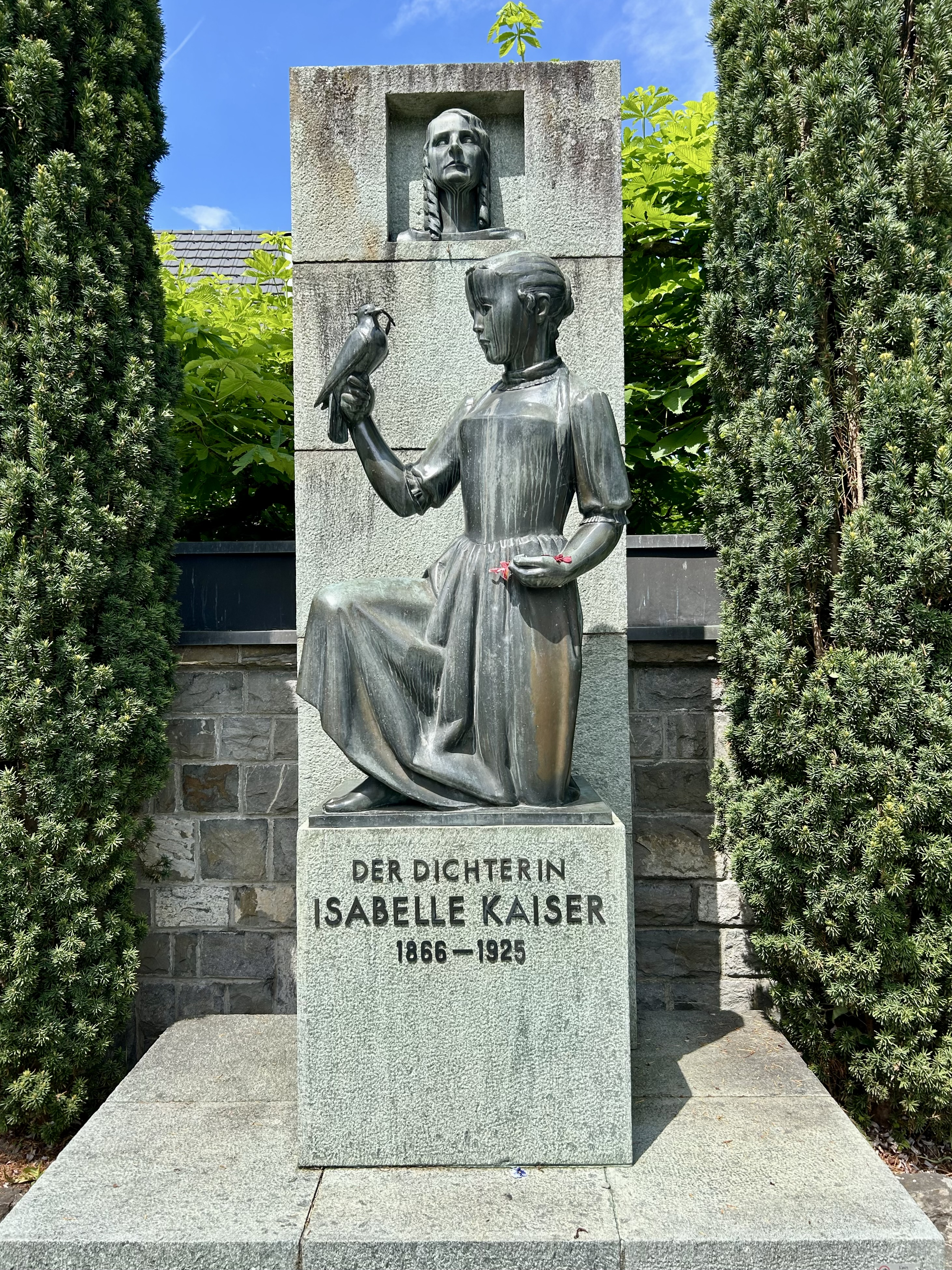
«Friedenssucherin» und Büste im Hintergrund

Der Isabelle-Kaiser-Brunnen steht am Vierwaldstättersee, 80 Meter nordwestlich des Hafens von Beckenried. Der 20 × 20 Meter grosse Platz davor wurde zeitgleich geschaffen. Zuvor befand sich hier ein «Hafen für Sturmwetter».
Der Brunnen verfügt über eine niedriges quadratisches Becken, in welches das Wasser aus drei Röhren fliesst. Diese repräsentieren die Seen von Kaisers Wohnorten Beckenried (Vierwaldstättersee), Genf (Genfersee) und Zug (Zugersee). Auf dem breiten Brunnenstock steht das eigentliche Postament mit der Inschrift: «DER DICHTERIN / ISABELLE KAISER / 1866–1925». Die Bronzeplastik darauf zeigt eine Personifikation von Kaisers Roman Die Friedenssucherin (1908). Das kniende Mädchen trägt die Nidwaldner Tracht und hält in seiner rechten Hand eine Friedenstaube mit Ölzweig im Schnabel. Dahinter erhebt sich ein hoher Mauerpfeiler, in dessen Oberfeld eine Bronzebüste Kaisers eingelassen ist.
In einem zeitgenössischen Bericht der Neuen Zürcher Zeitung wurde das Denkmal als «Altar» und seine Symbolik als «allzu redend» empfunden.